# سوزان پلیر
سوزان پلیر (انگلیسی: Susan Player؛ زاده ۱۱ اکتبر ۱۹۵۴–۳۱ ژانویهٔ ۲۰۱۹) مدل و بازیگر اهل ایالات متحده آمریکا بود.
از فیلم‌هایی که وی در آن‌ها نقش داشته‌است، می‌توان به میهمان و یورش دختران زنبوری اشاره نمود.